# Wilhelm von Uslar (General)

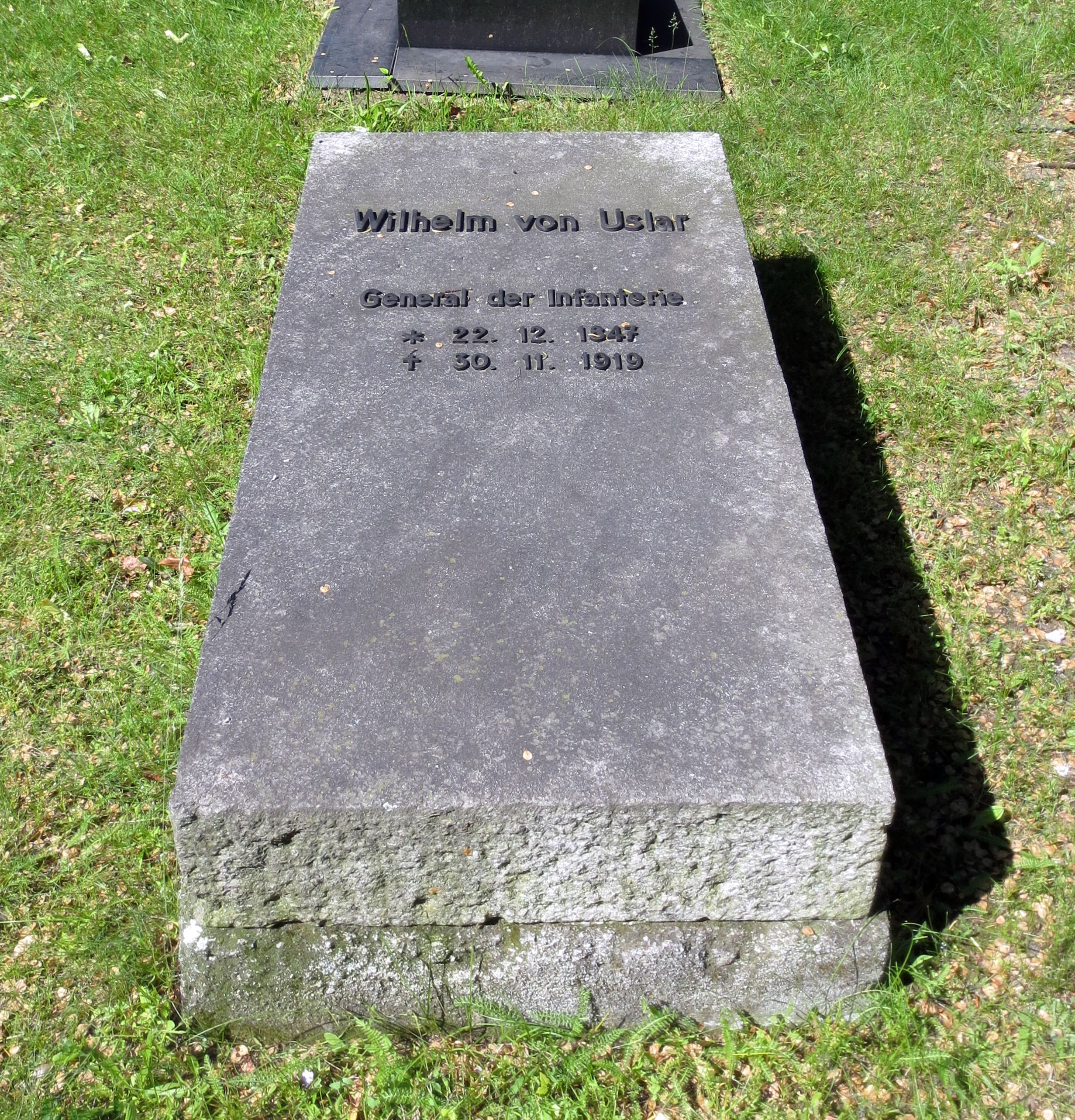
Grab auf dem Berliner Invalidenfriedhof

Wilhelm Carl Hermann Gustav von Uslar (* 22. Dezember 1847 in Einbeck; † 30. November 1919 in Berlin-Schöneberg) war ein preußischer General der Infanterie.

## Leben
Im Laufe seiner Militärkarriere in der Preußischen Armee nahm Uslar 1870/71 am Krieg gegen Frankreich teil und diente u. a. vom 1. April 1897 bis 19. November 1900 als Kommandeur des 5. Garde-Regiments zu Fuß. Anschließend wurde er unter Beförderung zum Generalmajor Inspekteur der Inspektion der Infanterieschulen. Daran schloss sich ab dem 18. August 1902 eine Verwendung als Kommandeur der 26. Infanterie-Brigade in Minden an. Uslar befehligte als Generalleutnant vom 1. Mai 1904 bis 3. April 1907 die 34. Division in Metz und wurde anschließend zum Gouverneur der Festung Ulm ernannt. In dieser Stellung erhielt Uslar am 5. März 1908 den Charakter als General der Infanterie. In Genehmigung seines Abschiedsgesuches wurde er am 2. Dezember 1909 unter Verleihung des Roten Adlerordens I. Klasse mit Eichenlaub von seinem Posten enthoben und mit der gesetzlichen Pension zur Disposition gestellt.
Wilhelm von Uslar war seit 1900 mit Sophie von Larisch-Reddern (1856–1925), geschiedene Fischer, verheiratet, das Ehepaar hatte keine Nachfahren.